# Carlos Moyá

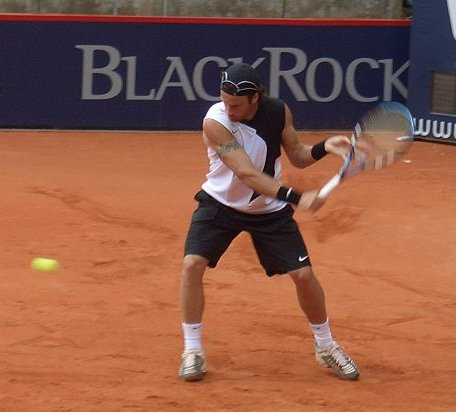
Moyá ejecutando un slice de revés

Carlos Moyá Llompart (Palma de Mallorca, 27 de agosto de 1976) es un extenista español y capitán en 2014, del equipo español de Copa Davis. Alcanzó el número 1 del ranking de la ATP durante 2 semanas en marzo de 1999. 
Durante su carrera, ganó el Roland Garros de 1998 y fue finalista en otro grand slam, el Abierto de Australia 1997 y en el ATP World Tour Finals 1998. Además logró tres Masters Series; Montecarlo 1998, Cincinnati 2002 y Roma 2004, tres títulos de la serie ATP 500, y trece de la serie ATP 250. Como internacional, formó parte del equipo de la segunda Copa Davis lograda por España, logrando el punto de la victoria en la final.
Carlos Moyá es desde noviembre de 2016 el entrenador principal de Rafa Nadal.

## Biografía
Comenzó a jugar a la edad de seis años junto a su hermano Andrés Moyá (Nin).
En 1996 entró en el top 20 de la ATP por primera vez. Acabó 1997 como mejor español y en el top 10 por primera vez en su vida. Además, se convirtió en el primer español en alcanzar la final del Abierto de Australia desde Andrés Gimeno en 1969. En 1998 ganó su primer título de Grand Slam derrotando a Álex Corretja en la final de Roland Garros. En 15 de marzo de 1999 se convirtió en el primer español en situarse como número 1 del ranking de la ATP desde 1973, donde se mantuvo dos semanas.
Formó parte del equipo español que ganó la Copa Davis de 2004, final que se disputó en el Estadio Olímpico de la Cartuja (Sevilla), en la que tuvo un papel destacado, obteniendo dos de los tres puntos para España, ganando el primer punto ante Mardy Fish y consiguiendo la victoria decisiva contra Andy Roddick, logrando así la segunda Ensaladera de Plata en la historia del tenis español.

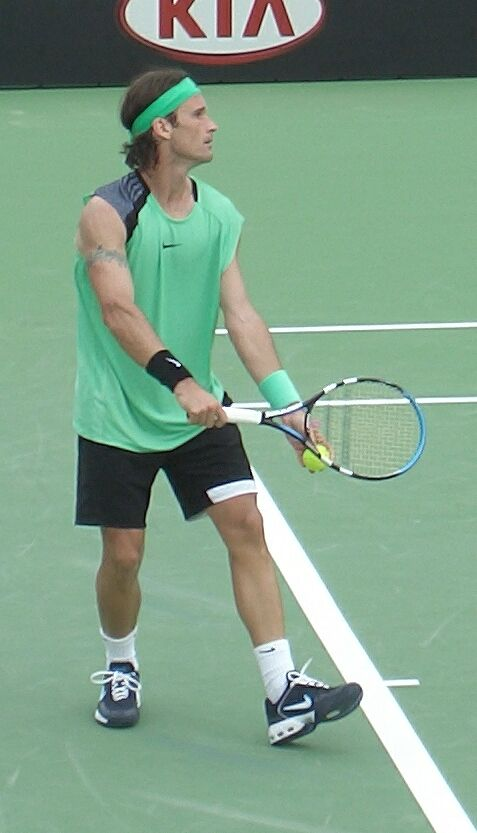
Carlos Moyá en el Open de Australia 2006

Tras varias temporadas manteniéndose entre los 20 primeros del ranking ATP, en 2006 sale del selecto grupo de jugadores y decide cambiar de entrenador para retomar su juego agresivo y terminar su carrera siendo un jugador competitivo. Luis Lobo, su nuevo entrenador, se convierte así en protagonista de la remontada de Carlos Moyá en el ranking hasta recuperar posiciones y ubicarse en el Top 20 en 2007.
Jugó también torneos exhibición novedosos como el Betfair Turbo Tennis, celebrado en Zaragoza junto a Nadal.
En 2005 donó el premio obtenido por ganar el torneo de Madrás, a las víctimas del terremoto del Océano Índico de 2004.
Además es uno de los 8 jugadores de entrada que aparecen en los juegos Virtua Tennis y Top Spin.
En e 2009 fue operado de la cadera debido a una lesión. En 2010 volvió al circuito con su nuevo entrenador, pero anunció su retiro a finales de ese año, el 17 de noviembre de 2010 a los 34 años.
Actualmente (2014), además de ser el Capitán de la Copa Davis, trabaja junto a Roberto Carretero en su academia de tenis situada en Madrid. Durante el verano también trabaja ofreciendo Campamentos de Tenis  a jóvenes de todo el mundo. Su lema es "Si trabajas en lo que te gusta no trabajarás ni un solo día de tu vida". Esto es lo que hace cada día en su academia de tenis, ayudar a los jóvenes tenistas que alcancen algún día el sueño que él cumplió, llegar a ser profesional del tenis.
Actuó como él mismo en la película Torrente 2.

## Vida privada
En su vida sentimental, ha estado unido a modelos y presentadoras como Patricia Conde, la chilena María Eugenia Larraín así como con la jugadora de tenis italiana Flavia Pennetta. Actualmente su pareja es Carolina Cerezuela con la que inició una relación a mediados de 2007. La pareja tiene tres hijos, Carla, Carlos y Daniela. Los dos primeros nacieron vía cesárea el 18 de agosto de 2010 y el 12 de diciembre de 2012 en la clínica USP Palmaplanas de Palma de Mallorca. Carolina y Carlos se casaron el 7 de julio de 2011 en el ayuntamiento de Llucmajor (Mallorca).
Su tercera hija, Daniela, nació en la Clínica Ruber Internacional de Madrid el 9 de abril de 2014.

## Clasificación histórica
| Torneo               | 2010 | 2009 | 2008 | 2007 | 2006 | 2005 | 2004 | 2003 | 2002 | 2001 | 2000 | 1999 | 1998 | 1997 | 1996 | Títulos | G-P   |
| -------------------- | ---- | ---- | ---- | ---- | ---- | ---- | ---- | ---- | ---- | ---- | ---- | ---- | ---- | ---- | ---- | ------- | ----- |
| Abierto de Australia | 1R   | 1R   | 1R   | 1R   | 1R   | 1R   | -    | 2R   | 2R   | CF   | -    | 1R   | 2R   | F    | 1R   | 0       | 13-13 |
| Roland Garros        | -    | -    | 1R   | CF   | 3R   | 4R   | CF   | CF   | 3R   | 2R   | 1R   | 4R   | G    | 2R   | 2R   | 1       | 32-12 |
| Wimbledon            | -    | -    | -    | 1R   | -    | -    | 4R   | -    | -    | 2R   | 1R   | 2R   | 2R   | 2R   | 1R   | 0       | 7-8   |
| US Open              | -    | -    | 1R   | CF   | 3R   | 2R   | 3R   | 4R   | 2R   | 3R   | 4R   | 2R   | SF   | 1R   | 2R   | 0       | 26-13 |
| Tennis Masters Cup   | -    | -    | -    | -    | -    | -    | RR   | RR   | SF   | -    | -    | -    | F    | SF   | -    | 0       | 10-9  |

## Condecoraciones
| Distinción                                       | Año  |
| ------------------------------------------------ | ---- |
| Medalla de Oro – Real Orden del Mérito Deportivo | 1999 |